# Tombeau des Matriarches
 (janvier 2025).
Si vous disposez d'ouvrages ou d'articles de référence ou si vous connaissez des sites web de qualité traitant du thème abordé ici, merci de compléter l'article en donnant les références utiles à sa vérifiabilité et en les liant à la section « Notes et références ».

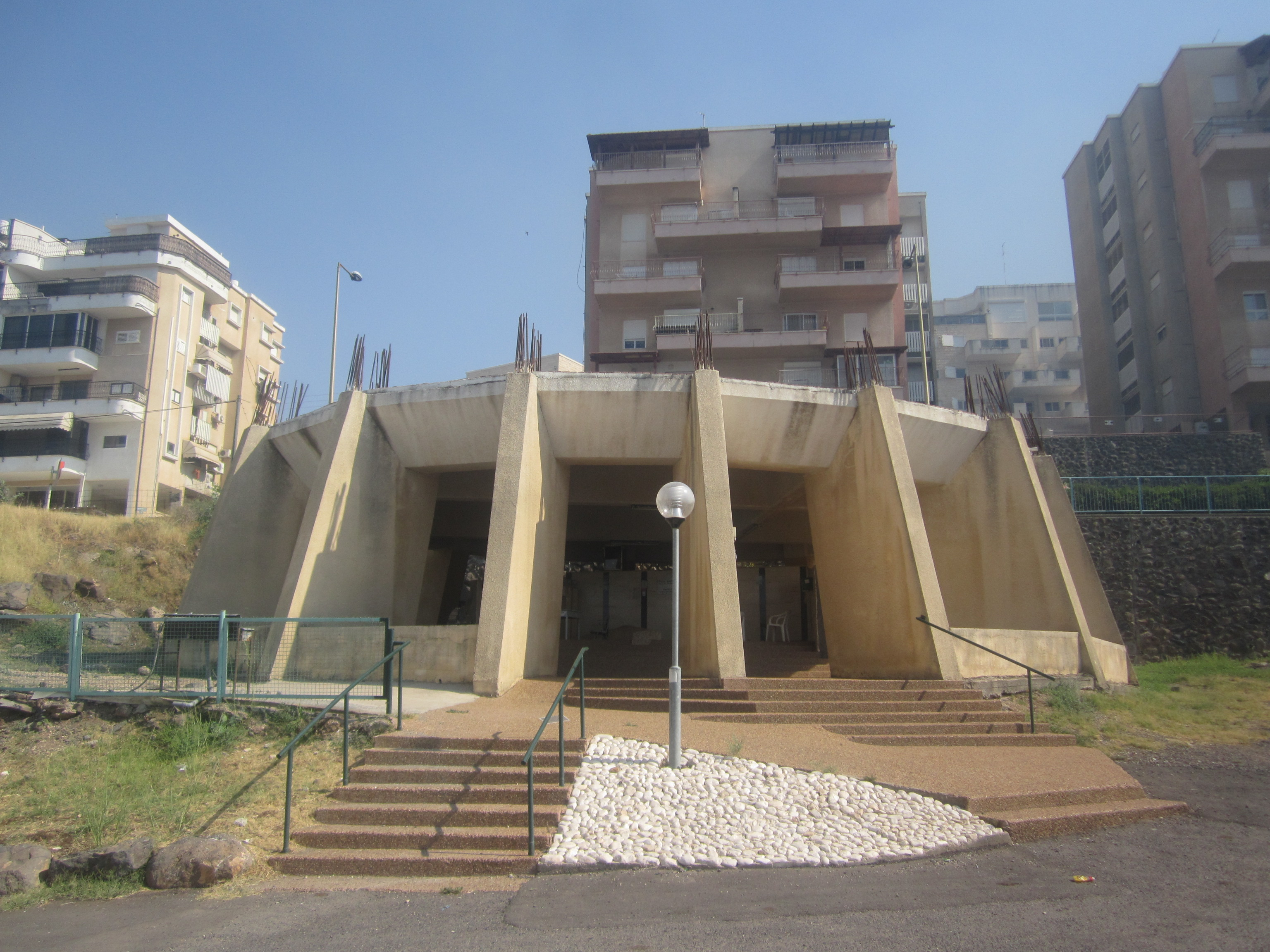
Tombeau des
Matriarches

Le Tombeau des Matriarches, en hébreu : קבר האמהות (Kever ha'Imahot) à Tibériade, en Israël, est le tombeau traditionnel de nombreuses femmes bibliques : 
- Bilha, servante de Rachel
- Zilpa, servante de Léa
- Yokébed, mère de Moïse
- Séphora, femme de Moïse
- Élishéba, femme d'Aaron
- Abigaïl, une des femmes du Roi David

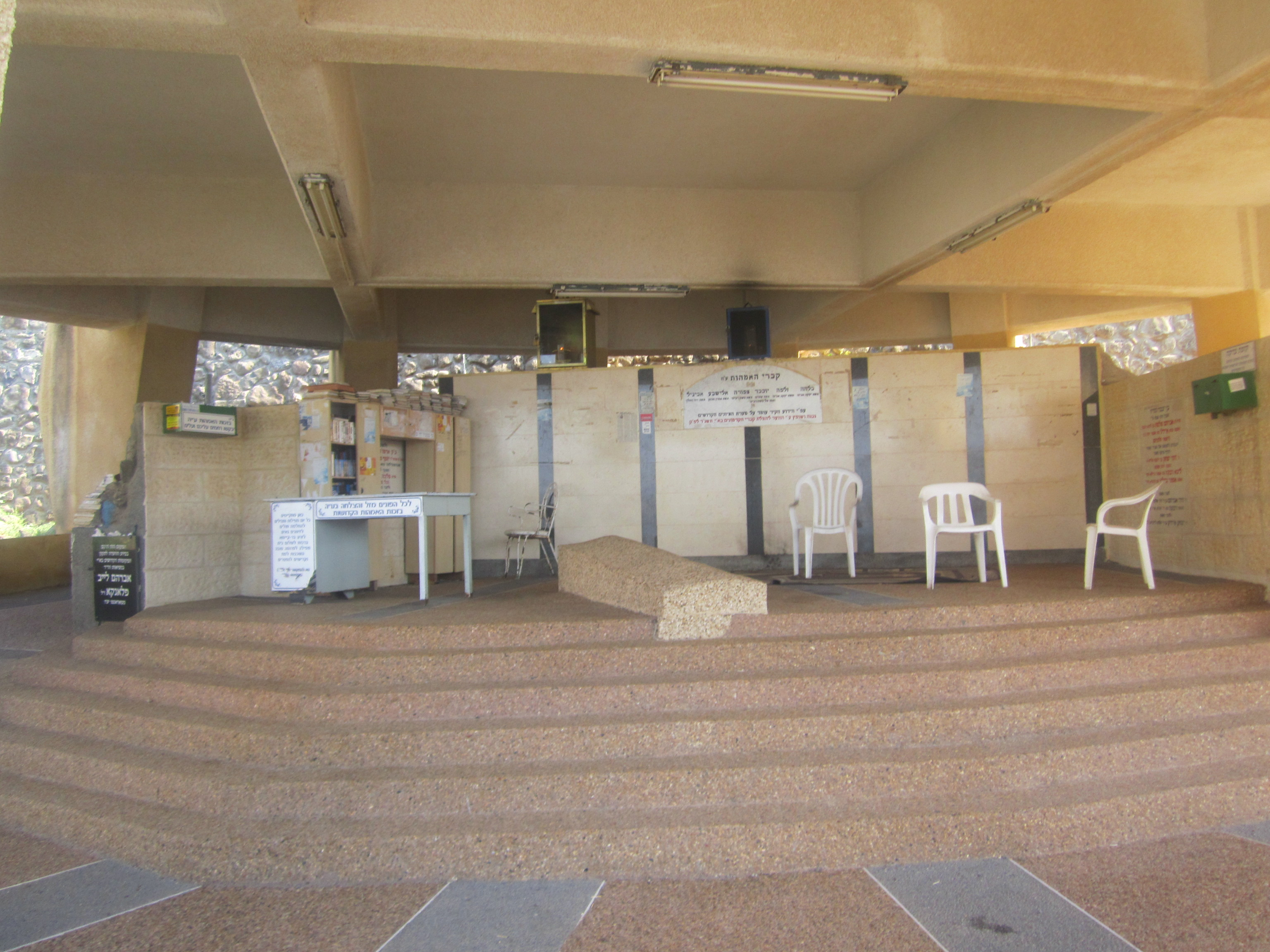
Tombeau des Matriarches

La structure en marbre à côté d'un un immeuble d'appartements moderne est entourée par un mur en pierre.

## Voir également
- Kivre Tsadikim